# Maddog
Maddog est un jeu vidéo de gestion édité par Titus (sous le nom de « EH Services »). Il est sorti fin 1986 pour les ordinateurs Thomson MO5 et TO7, puis sur Amstrad CPC.
Maddog est l'un des premiers jeux de « gestion de vie de chien ». L'animal à une existence propre, avec des désirs qu'il souhaite assouvir.

## Synopsis
Maddog est un chien très agité qui aime se promener dans le village de ses maîtres. Comme un vrai chien, Maddog  veut jouer, manger, se promener. Le jour, le joueur doit l'aider à vivre sa vie de jeune chien ; mais Maddog doit être rentré à la maison avant la nuit tombée, car la fourrière rôde.

## Système de jeu
Chaque nouvelle idée du chien est signalée grâce à un indicateur d'idées en forme d'ampoule ; en dessous de l'indicateur d'idée, il y a un dessin de l'objet désiré. Pour gagner des points et des journées de vie, le joueur doit partir en ville à la recherche de l'objet.

## Équipe de développement
- Conception : Alain Fernandes
- Programmation : Alain Fernandes (Thomson), Gil Espeche (Amstrad CPC)
- Graphismes : Olivier Corviole